# Тайна гориллы
«Тайна гориллы» (англ. The Gorilla Mystery) — двадцать второй мультфильм с участием Микки Мауса. Чёрно-белый комедийный фильм. Премьера в США состоялась 3 сентября 1930 года.

## Сюжет
В поздний вечер Микки, читая свежую газету, натыкается на статью о горилле, сбежавшей из зоопарка. Обеспокоенный Микки звонит Минни, чтобы узнать как у неё дела и предупредить о свирепой горилле. Но Минни сообщает ему, что у неё всё хорошо, и делая вид, что она не боится, играет на рояле весёлую мелодию. Звуки музыки привлекают гориллу в дом к Минни. Та начинает кричать и Микки быстро отправляется на помощь своей возлюбленной.
Микки начал бегать по всему дому в поисках Минни, но никак не мог найти её. В одной из комнат Микки удаётся найти связанную Минни и злую гориллу. Им удаётся обдурить животное и крепко связать, чтобы вернуть обратно в зоопарк.

## Роли озвучивали
- Уолт Дисней — Микки Маус
- Marcellite Garner  — Минни Маус